# Hun Sen
Hun Sen (jemer ហ៊ុន សែន, nacido el 5 de agosto de 1952) es un político camboyano y antiguo primer ministro del país (1985-1993; 1998-2023), antes de ceder el puesto a su hijo Hun Manet. Hun Sen es el líder del Partido Popular de Camboya (គណបក្សប្រជាជនកម្ពុជា, Kanakpak Pracheachon Kâmpuchéa o CPP por sus siglas en inglés) que ha estado en el poder desde que Vietnam invadió el país en 1979 y derrocó el régimen de la Kampuchea Democrática. Hun Sen es referido frecuentemente en Camboya por el título nobiliario que le concedió el rey Norodom Sihanouk en 1993, «Samdech Akeak Mojá Sena Thapdey Decho Hun Sen» o abreviado, «Samdech Hun Sen». Dicho título es honorífico y no le da mayores poderes políticos. Tiene además un ojo de vidrio a causa de una herida durante la Caída de Phnom Penh de la cual participó como militante de los jemeres rojos en 1975. Es el jefe de Gobierno con más años de servicio en la historia de Camboya y uno de los líderes con más años en el cargo en el mundo; ha estado 32 años en el poder antes de ceder su puesto a Hun Manet.

## Biografía

### Kampuchea y los Jemeres Rojos
Fue un jemer rojo. Tiene un ojo de cristal como consecuencia de una herida que recibió durante la ofensiva de los Jemeres Rojos contra Phnom Penh en abril de 1975. Antes de 1979 huyó a Vietnam para pedir ayuda a los vietnamitas con el objetivo de derrocar al régimen de Pol Pot. Hun Sen fue seleccionado por los vietnamitas por el papel de líder en el Ejército rebelde y el gobierno que estaban creando para Camboya. Fue uno de los líderes claves del Partido Popular de Camboya (CPP), que ha gobernado Camboya desde el derrocamiento de los Jemeres Rojos por el ejército vietnamita en 1979. Cuando los Jemeres Rojos fueron derrotados, Hun Sen fue nombrado ministro de Asuntos Exteriores de la República Popular de Kampuchea (PRK/SOC), instalada por los vietnamitas en 1979 y en 1985 fue nombrado presidente del Consejo de Ministros y primer ministro, después de la muerte del presidente Chan Sy hasta 1990 (con una breve interrupción desde 1986 hasta 1987). Como Ministro de Asuntos Exteriores, Hun Sen fue una figura clave en las negociaciones de los Acuerdos de París. En 1987, Amnistía Internacional acusó al gobierno de Hun Sen de torturar a miles de prisioneros políticos usando «choques eléctricos, hierros ardientes y casi-asfixia con bolsas de plástico».
Algunos oponentes políticos de Hun Sen lo acusan de ser una marioneta de Vietnam. Esto se debe a su posición en el gobierno creado por Vietnam mientras Camboya estaba bajo ocupación militar vietnamita y el hecho de que era una figura destacada en el Partido Revolucionario del Pueblo de Kampuchea (hoy conocido como el Partido Popular de Camboya), que gobernó el país como un Estado socialista bajo la ocupación militar vietnamita desde 1979 hasta las elecciones en 1993. Hun Sen y sus defensores rechazan tales cargos, diciendo que representa solo al pueblo camboyano.

### Restauración de la monarquía
Desde la restauración de la democracia con pluralidad de partidos políticos en 1993, el CPP ha estado en coalición con el partido monárquico Funcinpec. En ese año, el rey Norodom Sihanuk añadió oficialmente a su nombre el título honorario de "Samdech». Desde 1993 hasta 1998 fue co-primer ministro con el príncipe Norodom Ranariddh. Norodom Ranariddh fue el primer ministro principal y él era el Primer ministro segundo. Sin embargo, el poder real residía en las manos de Hun Sen porque la mayor parte de los altos oficiales en Camboya, incluyendo a los militares, eran miembros de CPP que llevó a Norodom Ranariddh a estar celoso de su co-primer ministro y llevó a una lucha de poder, lo que dio como resultado directo el conflicto militar de julio de 1997.
En 1997, la coalición se vio afectada por tensiones entre Ranariddh y Hun Sen. El Funcinpec comenzó a colaborar con los rebeldes que quedaban de los Jemeres Rojos (con quienes había estado aliado contra el gobierno de Hun Sen, apoyado por los vietnamitas durante la década de 1980), pretendiendo absorberlos a sus filas.
Como respuesta, Hun Sen lanzó el golpe camboyano de 1997, reemplazando a Ranariddh por Ung Hout como el primer ministro principal y al tiempo seguía siendo el primer ministro segundo hasta la victoria de CPP en las elecciones de 1998 y así se convirtió en el único primer ministro de Camboya en 1998. Durante aquel año los medios lo consideraron como el "hombre fuerte» de Camboya, la o que él dijo, más tarde, que fue prematuro, y que en julio de 1997 fue meramente el gobierno que emprendió acciones contra la anarquía paramilitar que fue llevada a Phnom Penh por Norodom Ranariddh.
En una carta abierta, Amnistía Internacional condenó la ejecución sumaria de los ministros de FUNCINPEC y la «campaña sistemática de arrestos y acoso» a los oponentes políticos.

### Gobierno de Camboya
Las elecciones de julio de 2003 dio como resultado en una gran mayoría en la Asamblea Nacional para el CPP, con el FUNCINPEC perdiendo escaños en favor de CPP y el Partido Sam Rainsy.  Sin embargo, la mayoría de CPP quedaba por debajo de los dos tercios que se necesitan constitucionalmente para que el CPP gobierne solo. Se superó y se formó una nueva coalición CPP-FUNCINPEC a mediados de 2004. Cuando Norodom Ranariddh fue elegido presidente de la Asamblea Nacional y Hun Sen se convirtió de nuevo en primer ministro en solitario.
El gobierno de Hun Sen ha sido conocido por llevar a cabo una liquidación (venta a precio de saldo) de tierra a inversores extranjeros en 2007-08 y la expulsión de miles de residentes de sus hogares.
Hun Sen se vio implicado en la corrupción relacionada con la riqueza de crudo de Camboya y recursos minerales en el informe de 2009 de Global Witness sobre Camboya. Él y sus asociados cercanos fueron acusados de llevar a cabo negociaciones secretas con inversores privados y de tomar dinero de aquellos a quienes él iba a otorgar derechos para explotar sus fuentes.
Actualmente, Hun Sen es el líder que más tiempo lleva en el poder en el Sudeste Asiático y uno de los más longevos primeros ministros del mundo, pues ha estado en el poder, a través de diversas coaliciones, desde 1985.

### Vida personal
Hun Sen está casado con Bun Rany. Tienen seis hijos, tres niños y tres niñas: Manet, Mana, Manit, Mani, Mali y Malis. La más joven, Malis, fue adoptada. Hun Manet es graduado en West Point en 1999 y obtuvo su PhD en Económicas por la Universidad de Bristol (Reino Unido).
En octubre de 2007, Hun Sen hizo un anuncio sorprendente en la ceremonia de graduación, frente de una audiencia de casi tres mil personas: que su hija adoptada era lesbiana. Había emprendido los pasos legales para repudiar a Malis e impedir que recibiera nada de su herencia. A pesar de ello, pidió a la audiencia que aceptara a los homosexuales.
Aunque el cumpleaños oficial de Hun Sen se celebra oficialmente el 4 de abril de 1951, él ha revelado que su fecha real de nacimiento fue el 5 de agosto de 1952. La celebración del cumpleaños en otra fecha posiblemente esté ligado al hecho que dentro de la cultura camboyana se cuenta el nacimiento desde la presunta fecha del engendramiento, de acuerdo con lo que determinan los adivinadores tradicionales.

## Premios
- Medalla de Oro de la Nación (2008, máxima condecoración de Laos, «en reconocimiento a sus esfuerzos para la mejora de las relaciones, la creación de buenas condiciones y desarrollo de las economías, las sociedades y las culturas de Laos y Camboya»).[11]